# 영동 영국사 망탑봉 삼층석탑
영동 영국사 망탑봉 삼층석탑(永同 寧國寺 望塔峰 三層石塔)은 충청북도 영동군 양산면 영국사에 있는 고려시대의 삼층석탑이다. 1971년 7월 7일 대한민국의 보물 제535호로 지정되었다.

## 같이 보기
- 영국사

## 참고 자료
- 영동 영국사 망탑봉 삼층석탑 - 국가유산청 국가유산포털